# Panevėžys
Panevėžys [pɐn̪ʲɛvʲeːˈʒʲiːs̪]ⓘ es la quinta ciudad más grande de Lituania. Ocupa 50 kilómetros cuadrados con 91.039 habitantes.
Es la capital de la provincia homónima. Dentro de su provincia, constituye por sí misma un municipio-ciudad y es además la sede administrativa del vecino municipio-distrito homónimo sin pertenecer al mismo.

## Etimología
El nombre de la ciudad significa "a lo largo del Nevėžis". Este hace referencia al río que pasa por dicha ciudad.

## Geografía
Panevėžys está situado en el centro de Lituania, a medio camino entre dos capitales bálticas, Riga y Vilna. La buena ubicación geográfica, una buena infraestructura vial y la carretera internacional Vía Báltica, carretera que une las dos principales capitales bálticas, Varsovia (Polonia) y Riga (Letonia). La ciudad está conectada por ferrocarril a Šiauliai (Lituania) y a Daugavpils (Letonia), así como con Rubikiai/Anykščiai y Biržai mediante ferrocarril de vía estrecha. Este ferrocarril se conserva como monumento histórico y sirve como atracción turística.
La ciudad consta de 3 aeropuertos, uno de ellos privado. El más importante es el aeropuerto de Pajuosčio, que se encuentra a 6 kilómetros del centro de la ciudad.

### Clima
Panevėžys tiene un clima continental húmedo (Dfb en la clasificación climática de Köppen).
| Parámetros climáticos promedio de Panevėžys (1991–2020), extremos (1959–) | Parámetros climáticos promedio de Panevėžys (1991–2020), extremos (1959–) | Parámetros climáticos promedio de Panevėžys (1991–2020), extremos (1959–) | Parámetros climáticos promedio de Panevėžys (1991–2020), extremos (1959–) | Parámetros climáticos promedio de Panevėžys (1991–2020), extremos (1959–) | Parámetros climáticos promedio de Panevėžys (1991–2020), extremos (1959–) | Parámetros climáticos promedio de Panevėžys (1991–2020), extremos (1959–) | Parámetros climáticos promedio de Panevėžys (1991–2020), extremos (1959–) | Parámetros climáticos promedio de Panevėžys (1991–2020), extremos (1959–) | Parámetros climáticos promedio de Panevėžys (1991–2020), extremos (1959–) | Parámetros climáticos promedio de Panevėžys (1991–2020), extremos (1959–) | Parámetros climáticos promedio de Panevėžys (1991–2020), extremos (1959–) | Parámetros climáticos promedio de Panevėžys (1991–2020), extremos (1959–) | Parámetros climáticos promedio de Panevėžys (1991–2020), extremos (1959–) |
| Mes                                                                       | Ene.                                                                      | Feb.                                                                      | Mar.                                                                      | Abr.                                                                      | May.                                                                      | Jun.                                                                      | Jul.                                                                      | Ago.                                                                      | Sep.                                                                      | Oct.                                                                      | Nov.                                                                      | Dic.                                                                      | Anual                                                                     |
| ------------------------------------------------------------------------- | ------------------------------------------------------------------------- | ------------------------------------------------------------------------- | ------------------------------------------------------------------------- | ------------------------------------------------------------------------- | ------------------------------------------------------------------------- | ------------------------------------------------------------------------- | ------------------------------------------------------------------------- | ------------------------------------------------------------------------- | ------------------------------------------------------------------------- | ------------------------------------------------------------------------- | ------------------------------------------------------------------------- | ------------------------------------------------------------------------- | ------------------------------------------------------------------------- |
| Temp. máx. abs. (°C)                                                      | 11.8                                                                      | 10.6                                                                      | 18.1                                                                      | 26.6                                                                      | 29.5                                                                      | 32.5                                                                      | 35.3                                                                      | 34.0                                                                      | 28.4                                                                      | 21.7                                                                      | 13.6                                                                      | 10.3                                                                      | 35.3                                                                      |
| Temp. máx. media (°C)                                                     | -0.3                                                                      | 1.5                                                                       | 4.3                                                                       | 12.4                                                                      | 17.0                                                                      | 21.5                                                                      | 23.8                                                                      | 22.9                                                                      | 17.5                                                                      | 11.3                                                                      | 4.0                                                                       | -0.3                                                                      | 11.3                                                                      |
| Temp. media (°C)                                                          | -2.5                                                                      | -1.3                                                                      | 0.8                                                                       | 7.7                                                                       | 11.5                                                                      | 16.4                                                                      | 18.3                                                                      | 17.3                                                                      | 12.7                                                                      | 8.0                                                                       | 1.9                                                                       | -2.4                                                                      | 7.4                                                                       |
| Temp. mín. media (°C)                                                     | -4.7                                                                      | -4.0                                                                      | -2.6                                                                      | 2.9                                                                       | 6.0                                                                       | 11.3                                                                      | 12.8                                                                      | 11.7                                                                      | 7.9                                                                       | 4.6                                                                       | -0.3                                                                      | -4.5                                                                      | 3.4                                                                       |
| Temp. mín. abs. (°C)                                                      | -27.4                                                                     | -27.7                                                                     | -17.0                                                                     | -6.5                                                                      | -2.5                                                                      | 1.9                                                                       | 5.8                                                                       | 0.0                                                                       | -3.8                                                                      | -8.0                                                                      | -21.5                                                                     | -30.3                                                                     | -30.3                                                                     |
| Precipitación total (mm)                                                  | 49.8                                                                      | 33.8                                                                      | 36.6                                                                      | 43.1                                                                      | 64.8                                                                      | 67.5                                                                      | 103.1                                                                     | 54.2                                                                      | 40.5                                                                      | 56.3                                                                      | 44.6                                                                      | 40.4                                                                      | 634.7                                                                     |
| Días de precipitaciones (≥ 1 mm)                                          | 11.1                                                                      | 11.9                                                                      | 10.1                                                                      | 8.3                                                                       | 9.1                                                                       | 10.8                                                                      | 9.7                                                                       | 10.4                                                                      | 7.8                                                                       | 11.0                                                                      | 11.2                                                                      | 11.1                                                                      | 122.5                                                                     |
| Fuente: Oficina Nacional de Administración Oceánica y Atmosférica         |                                                                           |                                                                           |                                                                           |                                                                           |                                                                           |                                                                           |                                                                           |                                                                           |                                                                           |                                                                           |                                                                           |                                                                           |                                                                           |

## Historia
Panevėžys se mencionó por primera vez en 1503, en los documentos firmados por el Gran Duque de Lituania, Alejandro I Jagellón, que concedió a la ciudad derecho para construir una iglesia y otros edificios. Alejandro I es considerado el fundador de la ciudad, que celebró su 500 aniversario en 2003. La ciudad se encuentra en la antigua vega del río Nevėžis.
A lo largo del siglo XVI, la ciudad mantuvo la condición de ciudad Real. Las comunidades de polacos y caraítas se instalaron en la zona a partir del siglo XIV. Una Kenesa karaíta y un Gymnasium polaco existieron en Panevėžys hasta la Segunda Guerra Mundial (la versión polaca del nombre de la ciudad fue Poniewież). En el siglo XVII, la parte de la ciudad en la margen izquierda del río comenzó a desarrollarse y ampliarse aún más.
La ciudad desempeñó un papel importante tanto en el Levantamiento de Noviembre como en el Levantamiento de Enero, y las luchas por la independencia continuaron allí en 1864. Después de la Revolución industrial, al final del siglo XIX, las primeras fábricas se establecieron en la ciudad, y la industria comenzó a hacer uso de maquinaria moderna. Como los productos estaban orientados hacia el mercado de masas, la intensificación de la banca y el comercio aumentó.
El sistema educativo se hizo más accesible, y la alfabetización aumentó. Al final del siglo XIX y el comienzo del siglo XX, Panevėžys se convirtió en un fuerte centro económico y cultural de la región. Durante esa época fue la cuarta ciudad más importante de Lituania. También fue un centro de operaciones para los knygnešys locales. Uno de ellos, Juozas Masiulis, abrió la primera librería lituana e imprenta en 1905. El edificio sigue siendo un hito de Panevėžys, y la población local se siente orgullosa de una librería que lleva funcionando más de 100 años.
Entre las dos guerras mundiales, en la recién independiente Lituania, Panevėžys siguió creciendo. Según el primer censo que el gobierno llevó a cabo en 1923, hubo 19147 personas en Panevėžys, entre ellos 6845 Judíos (36%) (en yiddish de la ciudad se llamaba פוניבז, transcrito como Ponevezh.
La yeshivá Ponevezh fue una de las yeshivas Haredi más notables en la historia de los Judíos en Lituania que se estableció y floreció en la ciudad. El rabino Shlomo Yosef Kahaneman (1886-1969), fue su Rosh Yeshiva (jefe) y presidente, que pasó a conocerse como la "Ponovezher ROV" era el jefe de la yeshiva y fue también el principal rabino de Panevėžys. Él logró escapar al mandato británico de Palestina, donde se dedicó a la reconstrucción de la yeshiva Ponevezh en Bnei Brak, donde se encuentra hoy en día en Israel con el mismo nombre de "Ponevezh yeshiva" con un gran cuerpo estudiantil de jóvenes estudiosos Talmudis.
La población del municipio ascendió a 26.000 habitantes entre 1923 y 1939. El 15 de junio de 1940, las fuerzas militares rusas se hicieron cargo de la ciudad, como consecuencia de la forzada incorporación de Lituania a la Unión Soviética. Un número de presos políticos fueron asesinados cerca de la fábrica de azúcar. Un gran número de los residentes fueron exiliados a Siberia o sufrieron otras formas de persecución.
Después de que Alemania atacara a la URSS, Panevėžys fue ocupada por las fuerzas alemanas, tal como lo había sido en la Primera Guerra Mundial. Se adquirió la condición de un centro de distrito ("Gebietskommissariate") en el Reichskommissariat Ostland. Durante la ocupación nazi casi toda la población judía de la ciudad fue asesinada en 1943 durante el Holocausto; solo unos pocos lograron escapar y encontrar asilo en el extranjero.
Tras la Segunda Guerra Mundial, el proceso natural de evolución de la ciudad se vio perturbado. El Partido Comunista soviético ejerció un control dictatorial, y la ciudad se transformó en un importante centro industrial. Durante los años 1960 y 1980, varias grandes empresas industriales se establecieron. Las autoridades soviéticas también destruyeron el casco antiguo y solo después de la protesta masivo de la población local se detuvo la destrucción total del antiguo centro de la ciudad.
El número de habitantes aumentó de 41.000 a 101.500 entre 1959 y 1979. En 1990, la población llegó a 130.000 habitantes después de que Lituania recuperara su independencia. La industria de la ciudad hoy en día se enfrenta a varios desafíos.

## Gobierno
Panevėžys, situado en el centro de Aukštaitija, es llamado a veces la capital de la región. Se trata de un municipio en sí mismo (municipio de la ciudad de Panevėžys) y es también la capital del distrito municipal de Panevėžys, y del Condado de Panevėžys. El escudo de armas con la puerta roja fue adoptado y aprobado oficialmente en 1993.

### Ciudades hermanadas
Panevėžys está hermanada con las siguientes ciudades:
- Aalst
- Maguilov
- Mittweida
- Mytishchi
- Nowy Sącz
- Gabrovo
- Prešov
- Sisak
- Şəki
- Thun

## Cultura
El Museo de Etnografía ha acumulado una gran cantidad de objetos de patrimonio histórico y cultural. La Galería de Arte organiza alrededor de 20 exposiciones diferentes cada año, así como veladas de música y la literatura, conferencias y debates sobre la cultura y sobre investigación en arte. La Galería de Fotografía organiza 30 exposiciones de fotografía cada año. 10 artistas fotográficos han tenido exposiciones personales en el extranjero y ganado premios internacionales. La Biblioteca Pública cuenta con 8 sucursales.
Desde 1989 Panevėžys ha organizado simposios internacionales de cerámica. La colección única de cerámica es la más grande de los países bálticos y se renueva cada año. La Orquesta de cámara, Coro femenino "Volungė" ("Oropéndola" en lituano), el conjunto "Muzika" ("música" en lituano) son proyectos musicales reconocidos no solo en Lituania, sino también en el extranjero. La Orquesta de Viento "Panevėžio Garsas" ("Sonido de Panevėžys" en lituano) toca no solo para el público lituano, sino en los otros países bálticos, Alemania, Francia y los Países Bajos. La orquesta ganó el Gran Premio en un festival en Francia en 1997.
La ciudad es sede de muchos teatros. El Teatro Dramático Juozas Miltinis es famoso en Lituania y Europa. Juozas Miltinis ha formado a una generación de actores. Uno de ellos es Donatas Banionis, conocido internacionalmente. El Teatro "Menas" (arte) fue establecido en 1991. La ciudad se enorgullece del Teatro de Títeres de vagones que es único en Europa. Antanas Markuckis, el director del Teatro, fue galardonado con el Premio Internacional Hans Christian Andersen en Copenhague en 2003. Cada dos años el teatro organiza el Festival Internacional de Teatro "Lagaminas" ("maleta" en lituano). También hay un teatro musical y la escuela Juozas Miltinis, donde se enseña arte dramático.